# Neobuxbaumia euphorbioides
Neobuxbaumia euphorbioides är en kaktusväxtart som först beskrevs av Adrian Hardy Haworth, och fick sitt nu gällande namn av Franz Buxbaum. Neobuxbaumia euphorbioides ingår i släktet Neobuxbaumia och familjen kaktusväxter. Inga underarter finns listade i Catalogue of Life.

## Bildgalleri

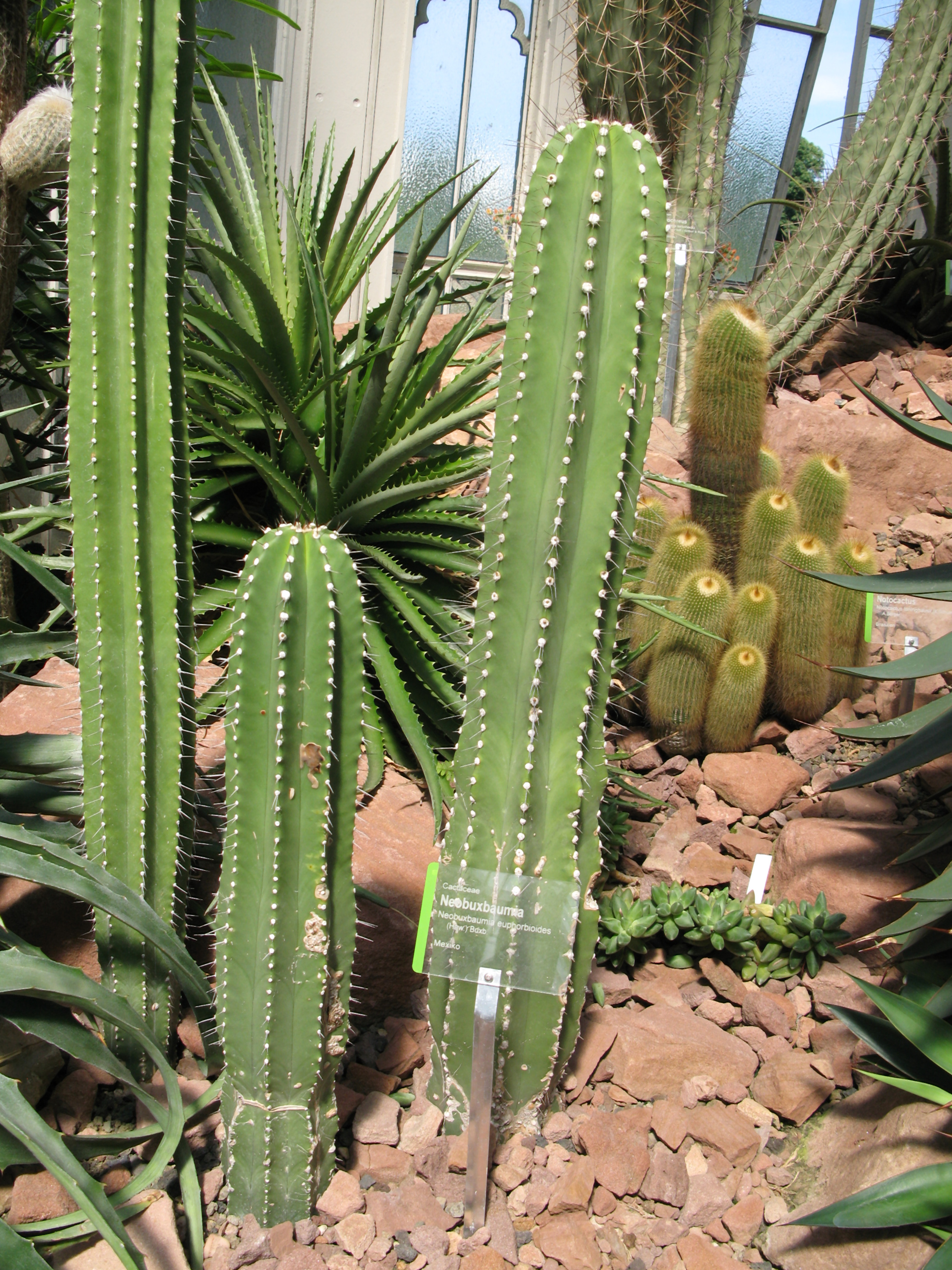
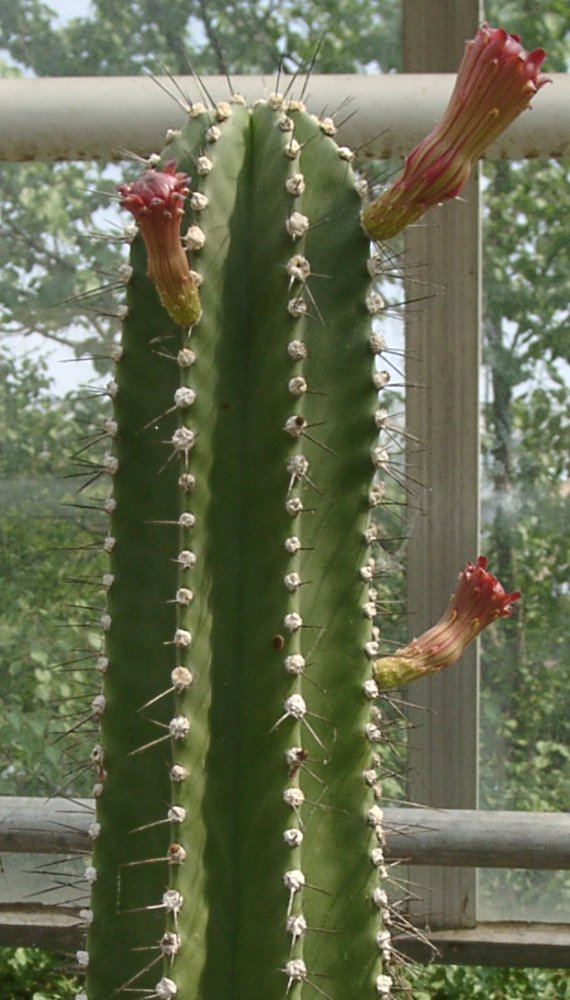